# Artek. La Grande Aventure
Pour plus de détails, voir Fiche technique et Distribution.
Artek. La Grande Aventure (Артек. Большое путешествие) est un film russe sorti en 2022, réalisé par Armen Ananikian et Karen Zakharov.

## Synopsis
Au cours d'un camp de vacances, des enfants remontent le temps et retrouvent leurs parents avec lesquels ils entreprennent de reconstruire l'avenir.

## Fiche technique
- Titre français : Artek. La Grande Aventure[1]
- Titre original russe : Артек. Большое путешествие
- Genre : fantastique
- Réalisation : Armen Ananikian et Karen Zakharov
- Scénario : Armen Ananikian, Aleksandr_3 Nazarov, Oleg Smaguine et Karen Zakharov
- Photographie : Kirill Zotkine
- Décors : David Dadounachvili
- Musique : Igor Babaev
- Production : Armen Ananikian, Konstantin Elkine, Mikhaïl Galoustian, Aleksandr_3 Nazarov, Oleg Smaguine pour Big Cinema House, Fresh film
- Recettes en Russie : 6 087 779 dollars[1]
- Spectateurs : 1 300 000[1]
- Date de sortie en Russie : 28 avril 2022[1]

## Distribution
- Daniil Bolchov : Roma
- Alekseï Onejene : Yarik
- Elizaveta Anokhina (ru) : Nikoletta
- Daniil Mouraviov-Izotov : Elisei
- Lioudmila Artemieva : Olga Andreevna
- Ekaterina Klimova : Kovaleva, mère de Roma
- Sergueï Bezroukov : Youri Kovalev, père de Roma
- Elizaveta Moriak : Elizaveta Ivanovna
- Mikhaïl Galoustian (ru) : Sergueï Sergueïevitch Kourotchkine
- Evgueni Pronine (ru) : père de Yarik
- Nadejda Mikhalkova : Irina Osipova, mère d'Elisei et Nikoletta
- Marta Kessler (ru) : Irina Osipova enfant
- Stanislav Doujnikov (ru) : Vasili Osipov, père d'Elisei et Nikoletta
- Vitali Bezroukov (ru) : président du jury
- Sergueï Joukov (ru) : lui-même
- Yan Tsapnik (ru) : Yaroslav Igorevich, le grand-père de Yarik